# Punta Open 2024
Il Punta Open 2024 è statoo un torneo maschile tennis professionistico. È stata la 4ª edizione del torneo, facente parte della categoria Challenger 75 nell'ambito dell'ATP Challenger Tour 2024, con un montepremi di 80 000 $. Si è giocato dal 22 al 28 gennaio 2024 sui campi in terra rossa del Cantegrill Country Club di Punta del Este, in Uruguay.

## Partecipanti

### Teste di serie
| Nazionalità | Giocatore                  | Ranking* | Testa di serie |
| ----------- | -------------------------- | -------- | -------------- |
| Argentina   | Federico Coria             | 84       | 1              |
| Cile        | Cristian Garín             | 86       | 2              |
| Cile        | Marcelo Tomás Barrios Vera | 93       | 3              |
| Argentina   | Thiago Agustín Tirante     | 118      | 4              |
| Brasile     | Thiago Monteiro            | 120      | 5              |
| Argentina   | Francisco Comesaña         | 121      | 6              |
| Argentina   | Mariano Navone             | 125      | 7              |
| Italia      | Luciano Darderi            | 128      | 8              |

* Ranking al 15 gennaio 2024.

### Altri partecipanti
I seguenti giocatori hanno ricevuto una wild card per il tabellone principale:
- Joaquín Aguilar Cardozo
- Cristian Garín
- Franco Roncadelli

Il seguente giocatore è entrato in tabellone con il ranking protetto:
- Nicolás Kicker

Il seguente giocatore è entrato in tabellone come alternate:
- Gustavo Heide

I seguenti giocatori sono passati dalle qualificazioni:
- Federico Agustín Gómez
- Renzo Olivo
- Nikolás Sánchez Izquierdo
- Gianluca Mager
- Felix Gill
- Murkel Dellien

Il seguente giocatore è entrato in tabellone lucky loser:
- Álvaro Guillén Meza

## Punti e montepremi
| Torneo    | Torneo              | V     | F     | SF    | QF    | 2T    | 1T  | Q | Q2  | Q1  |
| Singolare | Punti               | 75    | 44    | 22    | 12    | 6     | 0   | 4 | 2   | 0   |
| Singolare | Premi in denaro ($) | 9 880 | 5 820 | 3 450 | 2 000 | 1 165 | 720 | – | 360 | 185 |
| Doppio    | Punti               | 75    | 44    | 22    | 12    | –     | 0   | – | –   | –   |
| Doppio    | Premi in denaro ($) | 4 250 | 2 450 | 1 480 | 880   | –     | 500 | – | –   | –   |

## Campioni

### Singolare
Gianluca Mager hanno sconfitto in finale  Thiago Agustín Tirante con il punteggio di 6(5)–7, 6–2, 6–0.

### Doppio
Murkel Dellien /  Federico Agustín Gómez hanno sconfitto in finale  Guido Andreozzi /  Guillermo Durán con il punteggio di 6–3, 6–2.